# Futbol'nyj Klub Metalurh Zaporižžja
Il Futbol'nyj Klub Metalurh Zaporižžja (in ucraino Футбольний Клуб Металург Запоріжжя?) è una società di calcio di Zaporižžja, in Ucraina. Milita nella Perša Liha, la seconda divisione del campionato ucraino di calcio.

## Storia

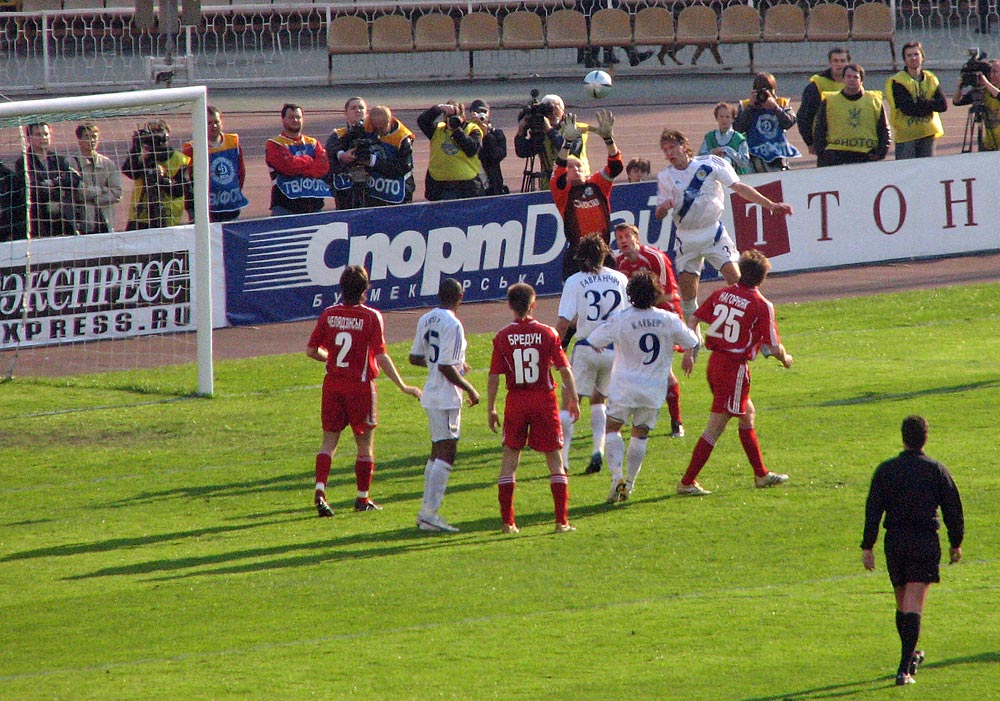
Metalurh Zaporižžja-Dinamo Kiev, finale della Coppa d'Ucraina, 2 maggio 2006

Il club venne fondato nel 1935, quando l'industria dell'acciaio Zaporižžstal creò la squadra Stal. Verso la fine dell'anno questa formazione venne rinforzata con altri giocatori, e divenne in tal modo la squadra ufficiale della regione. Dopo la seconda guerra mondiale, il club venne ricostituito nel 1946 e nel 1949 vinse la coppa dell'Oblast di Zaporižžja.
Nell'ottobre del 1949 il club cambiò nome in Metalurh. Nel 1950 il club fece il suo debutto nella Coppa dell'Unione Sovietica, e nel 1953 nella seconda divisione del campionato sovietico. Nel 1963 venne promosso nel massimo campionato, dove rimase fino al 1971, raggiungendo nel 1970 il miglior piazzamento della sua storia, un quarto posto assoluto.
Dopo la dissoluzione dell'Unione Sovietica, il club fu tra i fondatori del campionato ucraino, dove militò nelle annate seguenti, raggiungendo nel 1996 il proprio miglior piazzamento, il quinto posto. Nel 2006 raggiunse la finale, persa contro la Dinamo Kiev, della Coppa d'Ucraina, maturando però il diritto a partecipare alla Coppa UEFA 2006-2007, seconda partecipazione a una competizione europea, dopo quella alla Coppa UEFA 2002-2003. Dopo la retrocessione del 2010-2011, tornò in massima serie al termine del campionato successivo, chiuso al secondo posto in seconda serie. Nel marzo 2016 la società, giunta quattordicesima in massima serie, fu dichiarata fallita ed esclusa dal campionato. 
Dalle ceneri della vecchia società ne nacque un'altra, che fu ammessa alla Druha Liha, la terza serie del calcio ucraino, dopo essersi fusa con l'FC Rosso Nero, squadra creata nel 2009 da Andrij Bohatč, proprietario di una pizzeria dello stesso nome a Zaporižžja. Il club debuttò nel 2016 nel Čempionat Ukraïny z futbolu sered amatoriv, la quarta serie nazionale, dove giunse quarto, venendo ammesso alla terza serie, dove chiuse al sedicesimo posto nel 2016-2017 e al dodicesimo posto nel 2017-2018. La storia del Metalurh-Rosso Nero, chiusasi con la dissoluzione nel giugno 2018, e fu caratterizzata da una serie di risultati negativi: su 65 partite disputate in terza serie ne vinse 9, ne pareggiò 3 e ne perse 53, oltre a essere eliminata dalla Coppa d'Ucraina ai primi turni. 
Il 6 agosto 2017 è stato ricostituito il Metalurh Zaporižžja, che ha esordito nella quarta serie ucraina nel 2017-2018, stagione chiusa al quarto posto, sufficiente per l'ammissione alla terza serie. Nel 2018-2019, dopo il secondo posto in terza serie, è stato ammesso alla seconda divisione.

## Rose delle stagioni precedenti
- 2012-2013

## Palmarès

### Competizioni nazionali
- Vtoraja Liga: 1

1970
- Coppa della RSS Ucraina: 2

1951, 1952

### Altri piazzamenti
- Pervaja Liga:

Terzo posto: 1990
- Coppa d'Ucraina:

Finalista: 2005-2006
Semifinalista: 1996-1997, 1999-2000
- Perša Liha:

Secondo posto: 2011-2012